# 烧酒战争
《烧酒战争》（韓語：소주전쟁）是一部2025年上映的韩国剧情片，由电影《少女》《办公室》的编剧崔伦镇执导，柳海真、李帝勳主演，于2025年5月30日在韩国正式上映。

## 剧情概要
影片讲述1997年IMF金融危机期间，视烧酒公司为自己人生的财务理事钟禄（柳海真 饰）与只追求利润的全球投资公司职员仁范（李帝勋 饰）围绕韩国国民烧酒的命运展开对决的故事。1997年，随着IMF危机外国资本开始涌入韩国，以独特口感席卷全国的国宝烧酒面临破产危机。看準这一时机的全球投资公司韩国职员崔仁范意图收购国宝烧酒，而将一生奉献给烧酒公司的财务理事表钟禄则怀着救公司的坚定信念全力以赴。

## 演员阵容

### 主要人物
- 柳海真 饰演 表钟禄，处于危机中的酒类公司的财务理事。
- 李帝勳 饰演 崔仁范，盯着危机企业的全球投资公司王牌投资人。
- 孫賢周 饰演 石振宇，继承“国宝集团”的财阀二代，因为IMF外汇危机和过度扩张的经营战略而面临财务危机。[3]
- 崔英俊 饰演 具英模，负责“国宝集团”危机管理的武明律师事务所代表律师。[4]

### 特别出演
- 文峰 饰演 戈登，全球投资公司“索尔昆”的香港本部长，他为了支援仁范推进的国宝烧酒出售项目而来到首尔。[5]
- 崔熙真 飾演 李恩珠法官

## 制作

### 发展
发行商Showbox于2022年6月举行的媒体日活动上宣布了该片的制作计划，由崔伦镇担任导演。2023年2月，媒体报道柳海真、李帝勳已经决定出演该片并正在为拍摄进行准备。电影讲述堵上企业兴亡的M&A，破产企业与全球资本之间激烈的头脑交锋，计划2023年上半年开拍。同年4月7日，片方正式宣布柳海真、李帝勋担纲主演。
导演崔伦镇此前涉嫌剽窃剧本而引发争议，制作公司The LAMP站在编剧而非导演一方，崔伦镇则主张这是大型制作公司的霸道行为，导致影片上映一再推迟，发行商Showbox在宣布该片定档消息时并未单独标明导演姓名。

### 拍摄
主体拍摄于2023年4月中旬开始进行，同年7月杀青。

## 发行
2025年4月14日发布首款预告海报，宣布正式片名由《道德风险》（모럴해저드）变更为《烧酒战争》，原定于同年6月3日上映，5月8日宣布提前至韩国开始黄金长假的5月30日正式上映。

### 票房
该片在韩国上映首日以4.65万观影人次的票房位列单日票房榜第3位，不敌同日上映的韩国喜剧动作片《超異能特攻》。